# Sylvio Hoffmann (Fußballspieler)
Sylvio Hoffmann (* 25. Januar 1964 in Gera) ist ein ehemaliger deutscher Fußballspieler, der hauptsächlich als Stürmer aktiv war. Er spielte für den FC Carl Zeiss Jena und die BSG Energie Cottbus in der DDR-Oberliga.

## Sportliche Laufbahn
Hoffmann spielte in seiner Jugend von 1970 bis 1977 bei der BSG Fortschritt Münchenbernsdorf. 1984 war er für die BSG Fortschritt Weida aktiv. Anschließend spielte Hoffmann für die Armeesportgemeinschaften Vorwärts Marienberg und Vorwärts Weißkeißel, bevor er 1986 zur BSG Chemie Kahla wechselte. 1986/87 wurde er in der Geraer Bezirksliga mit 27 Treffern Torschützenkönig. Diesen individuellen Titel in dieser Spielklasse konnte er mit 24 Torerfolgen im Folgejahr verteidigen.
Im Sommer 1988 ging der Stürmer zur BSG Wismut Gera, die in der zweitklassigen DDR-Liga spielte. Dort gehörte er von Beginn an zum Stammpersonal und absolvierte alle 34 Ligaspiele, in denen er 18 Tore schoss. Hoffmanns erstes Spiel fand am 14. August 1988 gegen die SG Dynamo Eisleben statt, das mit 3:1 gewonnen wurde. Sein erstes Tor gelang ihm am 2. Spieltag beim 5:3-Sieg gegen die BSG Chemie Buna Schkopau in der 15. Außerdem traf Hoffmann in diesem Spiel auch noch in der 84. Spielminute.
Aufgrund seiner guten Leistungen verpflichtete ihn der FC Carl Zeiss Jena 1989 für die Oberliga. Zu seinem Debüt kam er am 1. Spieltag im Spiel gegen den 1. FC Magdeburg, als er in der 65. Minute für Robby Zimmermann eingewechselt wurde. Das Spiel verlor Jena mit 0:2. Sein erstes Tor in der Oberliga schoss Hoffmann am 16. September 1989 (5. Spieltag) beim 1:1 gegen Dynamo Dresden. In der Saison 1989/90 kam er 21-mal zum Einsatz, erzielte jedoch nur zwei Tore. Nach dieser mäßigen Saison wechselte er 1991 zum Ligakonkurrenten Energie Cottbus. Dort traf Hoffmann nur einmal in sieben Spielen und wechselte deswegen im selben Jahr zum FSV Zwickau.
Nach nur einer Spielzeit wurde er vom 1. SC Göttingen 05 verpflichtet, die in der drittklassigen Oberliga Nord spielten. Bereits in seiner ersten Saison 1992/93 erzielte Hoffmann 13 Tore in 29 Spielen. In der folgenden Saison kam er nur noch zehnmal zum Einsatz, traf aber noch viermal. In seiner letzten Spielzeit 1994/95 bei Göttingen schoss er zwei Tore in 19 Spielen und wechselte anschließend zum SV 1910 Kahla. Dort wirkte er auch als Spielertrainer, bis er 2001 seine Karriere beendete.